# Моска, Гаэтано
Гаэтано Моска (итал. Gaetano Mosca; 1 апреля 1858, Палермо — 8 ноября 1941, Рим) — итальянский политолог, социолог, политик. Наряду с Парето известен как создатель теории элит.

## Биография
Окончил в 1881 году Палермский университет (юридический факультет). В 1885–1888 годах преподавал в нем конституционное право, в 1888–1896 преподавал в Римском университете, также в 1887–1896 годах работал в аппарате парламента Италии, издавал протоколы его заседаний.
С 1896 по 1923 год был профессором Туринского университета, с 1923 по 1933 год был профессором Римского университета (возглавлял в нем первую в Италии кафедру истории политических институтов и доктрин).  
В 1909–1919 годах был депутатом парламента от Сицилии, в 1914–1916 годах был заместителем министра колоний в правительстве А. Саландры, с 1919 года стал пожизненным сенатором. 
Его публицистические статьи публиковались в Corriere della Sera и других изданиях.
В 1925 году Моска подписал инициированный Б. Кроче «Манифест интеллектуалов-антифашистов». Тем не менее, в начале 1930-х годах некоторые теоретики итальянского фашизма утверждали, что скепсис Моски по отношению к принципу большинства и парламентской системе делают его идейным предшественником фашистской доктрины.

## Идеи
Считал, что любое общество подразделяется на правящее меньшинство — «политический класс» (элиту) и подвластное ему большинство. Правящий класс осуществляет все политические функции, монополизируя власть и пользуясь всеми её преимуществами. Большинство населения реализует его волю и обеспечивает его материально. Правящий класс отличает материальное и моральное превосходство над управляемым большинством. Для различных обществ характерно преобладание либо аристократической тенденции, заключающейся в стремлении его членов передать свои привилегии по наследству, либо демократической, в соответствии с которой происходит обновление состава правящего класса.
Опасность для элит — стремление превратиться в наследственную, закрытую, обособленную группу, что неминуемо ведёт к её вырождению и замене в результате конфликта с контрэлитой, к социально-политическим изменениям. Основное произведение — «Элементы политической науки» (1896); более известен английский перевод под названием «Правящий класс».
Качества, которыми должны обладать представители элиты, по мнению Гаэтано Моска:
- Способность к управлению людьми
- Организаторская способность
- Преимущество, выделяющее этот класс, по отношению к другим классам — моральное, материальное и интеллектуальное превосходство.

Он считал политическую историю человечества прежде всего историей конфликтов в правящих слоях общества.

## Публикации
- Sulla teorica dei governi e sul governo parlamentare (1884)
- Appunti sulla libertà di stampa (1885)
- Questioni costituzionali (1885)
- Le Costituzioni moderne (1887)
- Elementi di scienza politica (1ª parte: 1896 — 2ª parte: 1923)
- Che cosa è la mafia, (1900)
- Appunti di diritto Costituzionale (1908)
- Italia e Libia (1912)
- Stato liberale e stato sindacale (1925)
- Il problema sindacale (1925)
- Saggi di storia delle dottrine politiche (1927)
- Crisi e rimedi del regime parlamentare (1928)
- Storia delle dottrine politiche (1937)
- Partiti e sindacati nella crisi del regime parlamentare (Bari, 1949)
- Ciò che la storia potrebbe insegnare. Scritti di scienza politica (Milano, 1958)
- Il tramonto dello Stato liberale (a cura di A. Lombardo, Catania 1971)
- Scritti sui sindacati (a cura di F. Perfetti, M. Ortolani, Roma 1974)
- Discorsi parlamentari (con un saggio di A. Panebianco, Bologna 2003)

### На русском языке
- Моска Г. История политических доктрин / пер. с итал. Е. И. Темнова. — М.: Мысль, 2012. — 336 с. — ISBN 978-5-244-01150-0, 978-5-244-011450-0.
- Моска Г. Теорика правительств и парламентарное правление / пер. с итал. Е. И. Темнова. — М.: Русайнс, 2015. — 292 с. — ISBN 978-5-466-01166-1.
- Моска Г. Начала политической науки / пер. с итал. Е. И. Темнова. — М.: Русайнс, 2016. — 384 с. — ISBN 978-5-466-01077-0.

#### Статьи на русском языке
- Правящий класс // Социс. 1994. № 10, 12
- Элементы политической науки // Социс. 1995. № 4, 5, 8
- Моска Г. Метод в политической науке // Личность. Культура. Общество : журнал  / пер. с ит. А. Б. Рахманова. — 2001. — Т. 3, № 3 (9). — С. 149—155. — ISSN 1606-951X.
- Моска Г. Происхождение доктрины политического класса и причины, которые препятствовали ее распространению // Личность. Культура. Общество : журнал  / пер. с ит. А. Б. Рахманова. — 2003. — Т. 5, № 1—2 (15-16). — С. 157—166. — ISSN 1606-951X.
- Моска Г. Революции // Личность. Культура. Общество : журнал  / пер. с ит. А. Б. Рахманова. — 2008. — Т. 10, № 5—6 (44-45). — С. 71—87. — ISSN 1606-951X.
- Моска Г. Постоянные армии // Личность. Культура. Общество : журнал  / пер. с ит. А. Б. Рахманова. — 2009. — Т. 11, № 1 (46-47). — С. 37—52. — ISSN 1606-951X.